# Nicky Saliba
Nicky Saliba (26 agosto 1966) è un ex calciatore maltese, di ruolo centrocampista.

## Carriera

### Nazionale
Ha collezionato sessantotto presenze con la propria Nazionale.

## Palmarès

### Individuale
- Calciatore maltese dell'anno: 2

1991-1992, 1998-1999